# Фёдор Бодырин
Федор Бодырин — атаман терских казаков, организатор авантюры с объявлением самозванного «царевича Петра» (начало XVII века).
По мнению историка Дьюла Свака казачество играла особую роль в выдвижение самозванцев на российский престол,. Дьюла Свак писал: «Самозванчество …могло быть казацким изобретением в момент его возникновения. Определяющую часть социальной базы самозванцев неизменно составляли казаки, которые … выдвигали их из собственных рядов».
Атаман Фёдор Бодырин был заметной личностью в череде создателей самозванческих афер
В начале 1606 года атаман Бодырин обсудил с сослуживцами Булатом Семёновым, Тимохой, Осипкой и Василием возможность выдвижения самозванца на роль царевича Петра. На роль царевича Бодырин предложил одного из двух молодых казаков: Илейку и Митьку. В итоге выбор пал на Илеку Муромца.
Атаман Бодырин, судя по допросам Илейки Муромца, намеревался вытребовать казацкое жалованье, положенное «милостивым» царем и задержанное «злыми боярами». Кроме похода на Москву «за данью» и получением задержанного жалования за воинскую службу, у Фёдора Бодырина были претензии на участие в государственном управлении делами и распределением денежных средств.
Эти цели атамана поддерживались казаками, поскольку по расхожему мнению (по версии историка С.Соловьёва «подкинутому» народу из Москвы) Лжедмитрий был обязан именно им своим воцарением.
Также была запущена легенда, что Годунов якобы подменил царевича Петра девочкой Феодосиею, вскоре умершей. Однако, по версии заговорщиков, царевич Пётр был жив и являлся тем самым Илейко Муромцом,
Первоначально лишь 300 терских казаков поддержали замысел своих товарищей. Затем замысел и поход Федора Бодырина поддержал ещё один казачий атаман Гаврила Пан, которому Федор Бодырин представил самозваного царевича. Гаврила Пан принял претендента на царский престол с почетом и «выразил готовность войска поддержать его». Общие войска соединились на реке Быстрой, что заметно увеличило численность участников похода.
Вслед за этим, когда атаман Бодырин с «царевичем Петром» прошли на судах в устье Волги и двинулись к Царицыну, количество сторонников стало стремительно расти. «Царевичу» не приходилось заботиться о пополнении своих сил. "Простой народ с восторгом встречал казачье войско и массово присоединялся к нему. Повстанцы заняли три волжских городка и забрали найденные там пушки. Затем войско двинулось на север вверх по Волге, нападая по пути на купеческие караваны. Вскоре под знаменами атамана Фёдора Бодырина и «царевича Петра» собралось до четырёх тысяч человек.
Сформированное огромное войско направилось к Астрахани. Не будучи впущены в город, они миновали его и поплыли вверх по Волге, попутно занимаясь грабежом и разбоем.
По версии историка Р. Г. Скрынникова позднее власть плавно перешла к атаману Федору Нагибе, который возглавил терских, донских, волжских казаков.
Нагибу и других атаманов убили в ссылке. О дальнейшей судьбе и смерти Федоре Бодырине сведений нет.
По мнению историка И. О. Тюменцева, именно Федору Бодырину Лжепетр был обязан своим спасением после смерти Лжедмитрия, когда применив хитрость казаки смогли пройти мимо Казани и затем уйти на Дон.